# 상업은행 야구단
상업은행 야구단은 1962년부터 1993년까지 존재했던 실업 야구단이다. 우리은행의 전신인 한국상업은행이 보유했으며, 1987년을 끝으로 선수 선발을 중단하면서 해체 기미를 보이기 시작했고 한양그룹 파동의 여파 탓인지 축구 사격 테니스팀과 함께 1993년 7월 1일 전격 해체됐다.

## 주요 선수
- 유백만
- 김충
- 김윤겸
- 김영춘
- 하기룡
- 오기봉
- 허구연
- 유제룡
- 조충열
- 김현재
- 김영직